# Lega dei Contadini (Paesi Bassi)
La Lega dei Contadini (in olandese: Plattelandersbond - PB) fu un partito politico dei Paesi Bassi operativo dal 1917 al 1937.
Si caratterizzava come una forza politica ruralista.
Nel 1925 vide la defezione del deputato Rients Feikes de Boer che, alle elezioni successive, si presentò con una propria lista (Plattelandersbond-De Boer).
Nel 1933 fu ridenominato in Partito dei Contadini, degli Orticoltori e della Classe Media (Nationale Boeren-, Tuinders- en Middenstandspartij).

## Risultati
| Elezione         | Voti   | %    | Seggi   |
| ---------------- | ------ | ---- | ------- |
| Legislative 1918 | 8.963  | 0,67 | 1 / 100 |
| Legislative 1922 | 46.010 | 1,57 | 2 / 100 |
| Legislative 1925 | 43.877 | 1,42 | 1 / 100 |
| Legislative 1929 | 34.805 | 1,03 | 1 / 100 |
| Legislative 1933 | 47.653 | 1,28 | 1 / 100 |